# Naina El'cina
Naina Iosifovna El'cina (in russo Наина Иосифовна Ельцина?; Oblast' di Orenburg, 14 marzo 1932) è una filantropa russa, moglie del primo presidente della Federazione Russa Boris El'cin.

## Biografia
Nata a Titovka, villaggio dell'oblast' di Orenburg, si laurea nel 1955 in costruzione al Politecnico degli Urali e per esso continuerà a gestire vari progetti. Proprio all'Istituto conosce Boris El'cin, che sposerà nel 1956 e con il quale avrà due figlie: Elena e Tat'jana, politica attiva in Austria.
Dopo l'elezione al Cremlino del marito si mostrerà molto raramente in pubblico, preferendo l'anonimato. Accompagnò El'cin nel 1997 in Svezia e Finlandia e nel 1999 in Cina e partecipò al suo funerale di Stato nel 2007.
Nel 2017 viene presentata la sua autobiografia al Centro Presidenziale Boris El'cin.